# Округ Медисон (Њујорк)
Округ Медисон (енгл. Madison County) је округ у америчкој савезној држави Њујорк. По попису из 2010. године број становника је 73.442.

## Демографија
Према попису становништва из 2010. у округу је живело 73.442 становника, што је 4.001 (5,8%) становника више него 2000. године.
| Група             | 2000.          | 2010.          |
| Белци             | 66.564 (95,9%) | 68.916 (93,8%) |
| Афроамериканци    | 916 (1,3%)     | 1.350 (1,8%)   |
| Азијати           | 387 (0,6%)     | 583 (0,8%)     |
| Хиспаноамериканци | 734 (1,1%)     | 1.316 (1,8%)   |
| Укупно            | 69.441         | 73.442         |